# Ghostemane
Эрик Уитни (англ. Eric Whitney; 15 апреля 1991, Уэст-Палм-Бич, Флорида, США), более известный по сценическому псевдониму Ghostemane или Baader-Meinhof, Swearr, GASM (ранее ILL BiZ) — американский музыкант, рэпер и певец из Лос-Анджелеса, Калифорния. В своём творчестве Уитни называет себя «Молодой Кроули» (англ. Young Crowley), делая отсылку к поэту и оккультисту Алистеру Кроули.
Фан-клип на его сингл «Mercury: Retrograde» из альбома Hexada набрал более 543 миллиона просмотров на YouTube.

## Ранние годы
Эрик Уитни родился в городе Уэст-Палм-Бич, штат Флорида. С самого раннего возраста любил слушать блэк-метал, дэт-метал и грайндкор, в частности, группы, о которых он узнал от своего двоюродного брата Рона, а именно: Mayhem, Deicide и Carcass. Когда Эрик Уитни был подростком, его отец ушёл из жизни. Справиться с утратой ему помогала музыка, в то время он слушал Atreyu и Beneath The Sky, которые значительно повлияли на его будущее творчество. В песне Somewhere Between Happiness And The Bottom Of The Lake из альбома Blackmage он рассказывает о смерти отца.
В 14-летнем возрасте Уитни впервые попробовал себя в музыке, исполняя кавер-версии различных песен на акустической гитаре. С рэпом подросток познакомился позднее, когда услышал альбом Dr. Dre под названием «The Chronic». Благодаря этому альбому Уитни стал больше интересоваться хип-хопом.

## Музыкальный стиль
В своих песнях Ghostemane часто совмещает индастриально-нойзовые синтезаторы и перегруженные гитары с 808 драм-машиной и трэповыми структурами, хотя, в некоторых треках можно услышать и живые ударные. Иногда встречаются брейкдауны.
Для вокала Эрика Уитни характерен быстрый речитатив со сменой голосов, завывающее пение, напоминающее чтение заклинаний во время ритуалов и скриминг, подчеркивающий агрессивность посыла текста.

## Тематика текстов
В текстах присутствуют темы мистики, сатанизма, оккультизма, смерти, эзотерики. Уитни описывает различные ритуалы и упоминает о том, что разговаривает с духами. Кроме того, на его теле присутствует много татуировок оккультной тематики. Например, иероглифическая монада (иероглиф, считающийся сочетанием Солнца, Луны и первичных элементов) английского учёного-математика Джона Ди. По словам Ghostemane, он является не сатанистом, а так называемым телемитом, то есть последователем религиозного течения Телемы, развитой Алистером Кроули, а также он говорил в одном из интервью, что придерживается идеологии Кибалиона, чему посвятил одноимённую песню и снял на неё клип.
С некоторого времени в текстах Ghostemane появляется всё больше тем депрессии, зависимости от наркотиков, садизма и самоистязания, членовредительства, ненависти к себе и людям, а также мыслей о самоубийстве. Однако, Ghostemane упоминал в интервью, что негативные моменты жизни являются для него главным вдохновением, и именно по этой причине он до сих пор не покончил с собой.
Также в некоторых его песнях (Acrylics, My Heart of Glass, Falling Down) он затрагивает тематику любви, описывает события из своей личной жизни, а также своё отношение к ним. Например, в My Heart of Glass, он описывает свои переживания, во время отъезда его (на тот момент нынешней) девушки Айвори, а в конце заявляет, что если она не вернётся, то он готов повеситься, так как кроме неё, никто не приносит ему радость в жизни.

## Личная жизнь
До марта 2019 года музыкант встречался с моделью эротического интернет-журнала Suicide Girls - Ivory (jakiicho). После расставания они обоюдно подали друг на друга в суд за домашнее насилие. Суд постановил приказ, согласно которому Айви должна оставаться на расстоянии не менее 100 ярдов от своего бывшего парня.   
В октябре 2019 года Ghostemane начал встречаться с певицей и ютубером Poppy. В июле 2020 года пара обручилась.
В конце 2021 информация о разводе была подтверждена.
3 июля 2022 его настоящая девушка Skye забеременела от Эрика.
17 декабря 2022 у него родилась дочь, которую назвали Новали.
В марте 2023 года у Эрика и Skye (Скай) состоялась свадьба.

## Дискография

### Студийные альбомы
| Год  | Название                   |
| ---- | -------------------------- |
| 2015 | Oogabooga                  |
| 2015 | For the Aspiring Occultist |
| 2016 | Rituals                    |
| 2016 | Blackmage                  |
| 2016 | Plagues                    |
| 2017 | Hexada                     |
| 2018 | N/O/I/S/E                  |
| 2020 | Anti-Icon                  |

### Микстейпы
| Год  | Название              |
| ---- | --------------------- |
| 2014 | Blunts n Brass Monkey |
| 2014 | Taboo                 |

### Мини-альбомы
| Год  | Название                                                               |
| ---- | ---------------------------------------------------------------------- |
| 2015 | Ghoste Tales                                                           |
| 2015 | Dogma                                                                  |
| 2015 | Kreep [Klassics Out Tha Attic]                                         |
| 2016 | DÆMON EP (совместно с Nedarb Nagrom)                                   |
| 2016 | DÆMON II (совместно с Nedarb Nagrom)                                   |
| 2017 | DÆMON III (совместно с Nedarb Nagrom)                                  |
| 2018 | Dahlia I (совместно с Getter)                                          |
| 2019 | Fear Network                                                           |
| 2019 | Opium                                                                  |
| 2019 | Human Error (совместно с Parv0)                                        |
| 2019 | Digital Demons (совместно с Nolife)                                    |
| 2021 | LXRDMAGE (совместно с Scarlxrd)                                        |
| 2021 | Fear Network II                                                        |
| 2024 | Judgement Day (совместно с Evil Pimp & $krrt Cobain, Feio, GLOCK MANE) |

### Как приглашенный артист / участник группы

#### Студийные альбомы
| Год  | Название                                                    |
| ---- | ----------------------------------------------------------- |
| 2015 | Pallbearers \|\| Tales from the Grave (вместе с DJ Killa C) |

#### Мини-альбомы
| Год  | Название                                            |
| ---- | --------------------------------------------------- |
| 2012 | From the Neighborhood (в NEMESIS)                   |
| 2015 | GRXXNGHOSTENAGROM (вместе с JGRXXN x Nedarb Nagrom) |
| 2015 | Seven Serpents (в Seven Serpents)                   |
| 2016 | Elemental (вместе с Lil Peep x JGRXXN)              |

#### Сборники
| Год  | Название                                                     |
| ---- | ------------------------------------------------------------ |
| 2018 | DIY Til Death (вместе с Wicca Phase Springs Eternal и д. р.) |

### Как «ILL BIZZ»

#### Микстейпы
| Год  | Название                                         |
| ---- | ------------------------------------------------ |
| 2012 | Revival (совместно с Shepherd)                   |
| 2013 | versatyle                                        |
| 2013 | [Soh] [fahy] mixtape (совместно с Infinite SoFi) |
| 2014 | 1991                                             |

### Как «GASM»

#### Студийные альбомы
| Год  | Название |
| ---- | -------- |
| 2018 | Www      |

### Как «SWEARR»

#### Мини-альбомы
| Год  | Название     |
| ---- | ------------ |
| 2019 | Technomancer |

### Как «Baader-Meinhof»

#### Мини-альбомы
| Год  | Название                       |
| ---- | ------------------------------ |
| 2016 | EP                             |
| 2019 | Evil Beneath a Veil of Justice |
| 2020 | Baader-Meinhof                 |

#### Синглы
| Год  | Название          |
| ---- | ----------------- |
| 2018 | I Dream Of Terror |

### Как «Eric Ghoste»

#### Студийные альбомы
| Год  | Название                      |
| ---- | ----------------------------- |
| 2021 | Music from the Motion Picture |

#### Сборники
| Год  | Название                                         |
| ---- | ------------------------------------------------ |
| 2020 | Reigning Cement (вместе с Jesse Draxler и д. р.) |

### Синглы
- For the Aspiring Occultist (2015)
- Type Beat Idols (при уч.. Baker ya Maker x $uicideboy$) (2021)
- Type Beat "Outlive (при уч. Kordhell Lxst Cxntury) (2022)